# František Mihina
František Mihina (* 25. prosince 1944 Smolenice) je slovenský filozof a vysokoškolský pedagog, bývalý vedoucí Katedry filozofie, dekan Filozofické fakulty a také rektor Prešovské univerzity v Prešově. Jeho výzkumné zaměření tvoří analýza filozofie pozitivismu a racionalismu, historicko-filozofická analýza směrů současné západní filozofie, zvlášť pragmatismu. Je spoluautorem úspěšné knihy Dějiny filozofie.
Ve vědeckém výzkumu se orientuje na dějiny filozofie se zvláštním ohledem na reflexi proudů současného západního filozofického myšlení. V tomto smyslu věnoval svou pozornost zkoumání nejvýznamnějších výsledků zejména poklasickej filozofické tradice, např. J. S. Milla, B. Russella, L. Wittgensteina, představitelů logického empirismu, K. R. Poppera, P. K. Feyerabend, Th. Kuhna a jiných. Významnou část svého vědeckého úsilí orientuje na analýzu amerického filozofického myšlení a v jeho rámci zejména na konstituování a transformaci pragmatismu, především na analýzu v myšlenkovom odkazu Ch. S. Peirce, W. Jamese a J. Deweyho. V posledních letech se věnuje problematice racionalismu a racionality, formám a modelem její historického výskytu a kulturně civilizačním důsledkem jejího provádění.

## Životopis
Absolvent studia filozofie na Filozofické fakultě Univerzity Komenského (1966–1971).
Akademický titul CSc. (PhD) získal v roce 1974 obhajobou disertační práce „Lingvistický obrat současné filozofie“ (školitel akad. Prof. Igor Hrušovský) na Filozofické fakultě Univerzity Komenského.
Habilitoval na Filozofické fakultě UPJŠ v Prešově Univerzity P. J. Šafárika v Košicích (1979).
Od roku 1973 nepřetržitě působil na FF UPJŠ, UML UPJŠ, resp. FF PU v Prešově.
V letech 2003 až 2007 působil jako rektor Prešovské univerzity.
Během svého akademického působení absolvoval množství studijních a přednáškových pobytů nebo vědeckých stáží, a to na Lomonosovovy univerzitě v Moskvě, University of Washington ve Spojených státech, Masarykově univerzitě v Brně, na univerzitách v Polsku, Francii, Ethiópii. Vícero studijních pobytů (jako funkcionář FF PU, res. PU v Prešově) absolvoval na univerzitách v Portugalsku, Maďarsku, Ukrajině, Velké Británii, Irsku, Španělsku.
V roce 2005 mu byl udělen čestný titul dr h. c. na Státní univerzitě v Užhorodě, v roce 2006 čestný titul Prof. h. c. na Univerzitě v Rzeszově a v roce 2007 čestný titul dr. h. c. na Pedagogické akademii M. P. Dragomanova v Kyjevě., v roce 2010 čestný titul dr. H.C. na Krasnodarském státní univerzitě – Rusko.

## Dílo
Dosud publikoval více než 200 vědeckých a odborných studií, 6 monografických prací (částečně spoluautorů), soustavně působí jako odpovědný řešitel nebo zástupce odpovědného řešitele zejména domácích vědeckých projektů na úrovni české vědecké grantové agentury. Na své práce eviduje více než 300 citací a ohlasů.
Současně je předsedou vědecké rady odborného časopisu Parerga – miedzinarodowe studia filozoficzne (Warszawa, Polsko), člen redakční rady časopisu Prometeusz (Warszawa, Polsko), časopisu Sofia – časopis filozofů slovanských zemí (Rzeszow, Polsko) a několika dalších. Působil jako člen redakčních rad recenzovaných časopisů Filozofie (SAV) a Organon F (SA).

### Knihy
- Charles Sanders Peirce. Zo života a diela. Bratislava: Universum, 2014
- Raionalizm, očerk genealogii, modelej i problem. Perevod Jakovuk, A. S. „Alternativa“. Brest, 2010
- Logický pozitivizmus. Moritz Schlick * Otto Neurath* Rudolf Carnap* Carl. G. Hempel* Hans Reichenbach* Alfred J. Ayer.  Malá  antológia filozofie XX. storočia. IRIS. Bratislava, 2006
- Racjonalnosc. Zarys genealogii modeli i problemow. Tlumaczenie: Dr. Marian Aleksandrowicz. Wydawnictwo: Europejskie Kolegium Edukacji. Warszawa, 2008
- Krótka historia Filozofii Amerykanskiej. Przeklad: Marian Aleksandrowicz. Wydawnictwo KOS. Katowice, 2005
- Slovenská a česká filozofia na prelome tisícročí. (Viera Bilasová, Rudolf Dupkala, František Mihina). Prešov : Filozofická fakulta, Prešovská univerzita , 1999
- Pragmatizmus. Malá antológia filozofie 20. storočia. (spoluautorom Emil Višňovský). Zv. I. Iris. Bratislava, 1998
- Kríza filozofie a metafyziky - zrkadlo filozofie krízy : pojem krízy - filozofia, veda, spoločnosť. Prešov: Filozofická fakulta PU, 1998
- Racionalita. K paradigmatickému vymedzeniu, modelom a problémom. ManaCon. Prešov, 1997
- Klasická pozitívna filozofia. Manacon. Prešov, 1995
- Metamorfózy poklasickej filozofie (spoluautor), 1994
- Dejiny filozofie (spoluautor), 1993
- Klasická pozitívna filozofia, 1995
- Metamorfózy poklasickej filozofie : Príspevok k dejinám západoeurópskej filozofie 19. storočia, Prešov : Filozofická fakulta , 1994
- Teória poznania (Etela Farkašová, František Mihina, Katarína Nalepová, Viera Bilasová). Košice : Univerzita P.J. Šafárika, 1993
- Idiografia vývinu amerického filozofického myslenia. Acta Facultatis Philosophicae Universitatis Šafarikanae, Monographia 9, AFPh UŠ 57. Prešov, 1993
- Dejiny filozofie : Náčrt dejín západnej filozofie 19. a 20. storočia. Smery a postavy 1. Košice : UPJŠ , 1991
- Konfrontácie s pozitivizmom. Karl Raimund  Popper a jeho metafyzika „kritického racionalizmu“. Pravda – Filozofia, Bratislava, 1989
- Dejiny filozofie pre poslucháčov občianskej náuky (Ján Vajda ; Emil Dragúň, Dana Fobelová, František Mihina). Nitra : Pedagogická fakulta, 1988
- Antológia z dejín filozofie : Pre poslucháčov s aprobáciou občianska náuka (Ján Vajda ; Emil Dragúň, František Mihina, Ľudmila Trokošová, Dana Fobelová). Nitra: Pedagogická fakulta, 1987
- Kritika súčasných nemarxistických ideológií. Košice: UPJŠ , 1982
- Návod do štúdia občianskej náuky. Košice : Univerzita Pavla Jozefa Šafárika, 1981
- Úvod do štúdia občianskej náuky. Košice : Rektorát univerzity P. J. Šafárika , 1981
- Dejiny sociálnych teórií . 1. diel (František Mihina, Jiří Pešek), Košice : Univerzita Pavla Jozefa Šafárika, 1980
- Kapitoly z kritiky buržoáznej filozofie 19. a 20. storočia (Tibor Halečka ... [et al.]). Košice: UPJŠ, 1977

### Studie a články
- Patrí skúmanie ľudskej prirodzenosti medzi antropologické insolubilia? In: FILOZOFIA, 2019
- Višňovský, E.: Richard Rorty a zrkadlo filozofie In: FILOZOFIA, 2016
- Moritz Schlick, viedenský scientizmus a nová filozofia. In: FILOZOFIA, 2016
- Višňovský, E.: Štúdie o pragmatizme & neopragmatizme. In: FILOZOFIA, 2015
- Osobnosti našej obce : Prof. PhDr. František Mihina CSc. In: Smolenické noviny . - Roč. 1, č. 4, 2015
- Na úvod. In: Filozofia, 2014
- METODEUTICKÉ INŠPIRÁCIE V MYSLENÍ CH. S. PEIRCEA. In: FILOZOFIA, 2014
- LEGITIMIZÁCIA METAFYZIKY ALEBO PEIRCEOV PROJEKT VEDECKEJ FILOZOFIE. In: FILOZOFIA, 2013
- KANT A PEIRCE. In: FILOZOFIA, 2012
- R. RORTY - FILOZOFIA PRO FUT. In: FILOZOFIA, 2011
- ONTOLÓGIA HUMANIZMU. In: FILOZOFIA, 2010
- HUMANUM ERRARE EST ALEBO CHVÁLA POCHYBNOSTI. In: FILOZOFIA, 2009
- FILOZOFIA V JUBILUJÚCEJ INŠTITÚCII. In: FILOZOFIA, 2009
- Peirceova reflexia Kantovho filozofického odkazu. In: Kant a súčasnosť [Ľubomír Belás (ed.)] . Prešov : Filozofická fakulta Prešovskej univerzity, 2004
- Vámošov (sporný) pokus o filozofiu života. In: Literárny archív 38/03 .Martin : Slovenská národná knižnica, 2004
- Antológia filozofie mysle. Bratislava : Kalligram, 2003
- EVOLUČNÁ ONTOLÓGIA AKO MOŽNÝ KONIEC ONTOLOGICKEJ ANÉMIE. In: FILOZOFIA, 2003
- Otvorenie konferencie Romantizmus a mesianizmus v slovenskej literatúre. Literárny archív 36/01-37/02 .Martin : Slovenská národná knižnica, 2002
- CNOSŤ V TÓGE ALEBO VIRTUS VO FILOZOFII M. TULLIA CICERONA. In: FILOZOFIA, 2002
- Musilova vízia civilizačnej drámy. In: FILOZOFIA, 2002
- Abdukcia - súčasť fallibilistickej koncepcie poznania Ch.S. Peirca. In: FILOZOFIA, 2000
- Pragmatická filozofia ako špecifický typ humanizmu. In: Reflexie o humánnosti a etike, 1999
- Russellova vízia dejín filozofie. In: Filozofia dejín filozofie II., 1999
- Pravda ako regulatívny ideál novej epistémy. In: FILOZOFIA, 1999
- Kríza filozofie a metafyziky? In: FILOZOFIA, 1999
- Jamesov pokus o nekarteziánsky model filozofie. In: FILOZOFIA, 1998
- Hrušovského iniciatívy vo filozofii vedy. In: FILOZOFIA, 1998
- Augustín Riška: Americká filozofia. Od Peircea po Quina. In: Organon F : filozofický časopis . - Roč. 4, č. 1, 1997
- Descartes alebo apoteóza rozumu. In: Descartes a súčasnosť : Acta Facultatis Philosophicae Universitatis Šafarikanae. Filozofický zborník 4/1996
- Kozmická agapická evolučná etika Ch. S. Peircea. In: Hodnoty a súčasné etické teórie . -Prešov : Filozofická fakulta UPJŠ v Košiciach, 1996
- KOZMICKÁ AGAPICKÁ EVOLUČNÁ ETIKA Ch.S. PEIRCEA. In: Hodnoty a súčasné etické teórie . Prešov : Filozofická fakulta UPJŠ, 1996
- PEIRCOVA KRITIKA METAFYZICKÉHO ROZUMU. In: FILOZOFIA, 1996
- Karl R. Popper: Hľadanie lepšieho sveta : Prednášky a state. In: FILOZOFIA, 1996
- Popperova obrana kritického rozumu. In: FILOZOFIA, 1996
- EKOSOFIA A RACIONALITA. In: Úcta k životu . Zvolen : Technická univerzita, 1995
- Za hranice moderného (euroamerického) myslenia. In: FILOZOFIA, 1995
- Otvorená spoločnosť - Popperov projekt modernej spoločnosti. In: FILOZOFIA, 1995
- Popperova kritika indukcionalizmu. In: FILOZOFIA, 1995.
- Nietzsche - tragická vízia sveta? In: Nietzsche a súčasnosť : Acta Facultatis Philosophicae Universitatis Šafarikanae. Filozofický zborník 1/1994
- Otvorená spoločnosť - pojem a mravné limity. In: Príčiny, prevencia a dôsledky kriminality. Prešov : MANACON, 1994
- Ekologický humanizmus a stav sveta. In: Životné prostredie. Roč. 28, č. 3, 1994
- Filozofia vniesla do sveta svetlo. In: FILOZOFIA, 1994
- EKOZOFICKÁ INICIATÍVA HENRYKA SKOLIMOWSKÉHO. In: FILOZOFIA, 1993
- FILOZOFIA - JAZYK - METAFYZIKA - SKUTOČNOSŤ. In: FILOZOFIA, 1993
- P. K. Feyerabend's Relativitic-Anarchistic Conception of Science. In: Philosophica 29 . -Bratislava : Univerzita Komenského, 1993
- Etické zásady existencie človeka : (filozofické reflexie spisovateľa). In: Literárny týždenník . - Roč. 5, č. 27, 1992, s. 4
- Duch americkej filozofie. In: FILOZOFIA, 1992
- Na počesť našich zmien : Nielen o Rusalke. In: Literárny týždenník . Roč. 4, č. 4, 1991, s. 15
- Opäť na rázcestí : O projekte žiadúcej budúcnosti. Nové slovo . Roč. 32, č. 10, 1990, s. 3
- EVOLÚCIA FILOZOFICKÝCH NÁZOROV L. WITTGENSTEINA. In: FILOZOFIA, 1989
- Za vyššiu úroveň prípravy učiteľov : Na margo 6. medzinárodnej konferencie rektorov vysokých škôl. In: Východoslovenské noviny, 1987
- FILOZOFICKÉ MYSLENIE V ZSSR PO OKTÓBROVEJ REVOLÚCII (1922-1936). In: FILOZOFIA, 1987
- POPPEROV „KRITICKÝ RACIONALIZMUS“ A REŠTAURÁCIA METAFYZIKY. In: FILOZOFIA, 1986
- Postpozitivistické vyústenie pozitivistického hnutia. In: Zborník Pedagogickej fakulty v Prešove Univerzity P.J. Šafárika v Košiciach. Spoločenské vedy. Roč. 18. Zv. 2 . Bratislava : SPN, 1986 . s. 31-51
- Filozofické a ideovo teoretické iniciatívy N. A. Dobroľubova. In: FILOZOFIA, 1986
- ANTICKÁ FILOZOFIA ŽIVÁ A INŠPIRUJÚCA (A. S. Bogomolov, František Mihina). In: FILOZOFIA, 1986
- K PROBLEMATIKE VÝCHOVY FILOZOFICKÉHO DORASTU VO VZŤAHU K ŠTUDIJNÉMU I VYUČOVACIEMU PREDMETU OBČIANSKA NÁUKA. In: FILOZOFIA, 1985
- Pojem názornosti z hľadiska účinnosti vyučovania filozofie. In: Zborník prác učiteľov Ústavu marxizmu-leninizmu UPJŠ 12 . Košice: Východoslov. vyd., 1985
- Triedna podstata výchovy a vzdelávania : Socialistické občianstvo a jeho formovanie vo výchovnovzdelávacom systéme. Učiteľské noviny . - Roč. 34, č. 1, 1984, s. 9
- Ku skúmaniu faktorov formovania svetonázoru. Zborník Pedagogickej fakulty v Prešove Univerzity P.J. Šafárika v Košiciach. Spoločenské vedy. Roč. 17. Zv. 2 .Bratislava : SPN, 1984 . s. 27-45
- Ekonomicko-filozofické zdôvodnenie komunizmu. In: Pravda . Roč. 65, č. 193
- Deformácia chápania vedy v pozitivistickom hnutí. Zborník Pedagogickej fakulty v Prešove UPJŠ v Košiciach. Spoločenské vedy 2 . Bratislava : SPN, 1983
- Neľahký zápas s dedičstvom minulosti : Poznámky z pobytu v socialistickej Etiópii. In: Nedeľná Pravda . - Roč. 16, č. 41 (1983)
- KRITICKÝ NÁČRT POSTPOZITIVISTICKÉHO PROJEKTU VEDY. In: FILOZOFIA, 1982
- POSTPOZITIVISTICKÉ TRANSFORMÁCIE POZITIVISTICKÉHO HNUTIA. In: FILOZOFIA, 1982
- FILOZOFICKÉ SKÚMANIA O VEDE A POVAHE VEDECKEJ PRAVDY. In: FILOZOFIA, 1981
- Evolúcia „logickej analýzy“ Ludwiga Wittgensteina. In: FILOZOFIA, 1980
- Jubileum klasického diela tvorivého marxizmu. In: FILOZOFIA, 1978
- Filozofické aspekty skúmania kategórie slobody. In: FILOZOFIA, 1978
- PO CESTÁCH ZARATHUSTRU. In: FILOZOFIA, 1977
- ANALÝZA HLAVNÝCH SMEROV SÚČASNEJ BURŽOÁZNEJ FILOZOFIE. In: FILOZOFIA, 1977
- PROGRAM „ZJEDNOTENIA VEDY“ V LOGICKOM POZITIVIZME. In: FILOZOFIA, 1977
- POZITIVIZMUS A VEDA. In: FILOZOFIA, 1977
- RUSSELLOVE SKÚMANIA O ZMYSLE A PRAVDIVOSTI. In: FILOZOFIA, 1976
- LINGVISTICKÝ OBRAT SÚČASNEJ NEMARXISTICKEJ FILOZOFIE, In: FILOZOFIA, 1975
- ANGLICKÁ BURŽOÁZNA FILOZOFIA 20. STOROČIA, 1974
- Sestra Tarzícia. Rím : Slovenský ústav sv. Cyrila a Metoda , 1974
- CELOSLOVENSKÉ SYMPÓZIUM O PROBLÉMOCH VEDECKÉHO ATEIZMU. In: FILOZOFIA, 1973
- VÝVIN FILOZOFICKEJ ANALÝZY V ANALYTICKEJ FILOZOFII. In: FILOZOFIE, 1973
- FILOZOFIA A JAZYK : : M. S. Kozlova, Filozofia i jazyk. In: FILOZOFIE, 1973[11]